# Ciencia ficción de Chile
La ciencia ficción en Chile tiene sus orígenes a finales del siglo XIX con la publicación de las obras ¡Una visión del porvenir! o El espejo del mundo en el año de 1975 (1875) de Benjamín Tallman y Desde Júpiter (1877) de Francisco Miralles bajo el pseudónimo Saint Paul. El género vivió un breve apogeo literario entre las décadas de 1950 y 1960 a partir de la publicación de Los altísimos (1959) de Hugo Correa, autor traducido a más de diez idiomas y publicado en la revista The Magazine of Fantasy & Science Fiction, recibiendo elogios de parte del escritor estadounidense Ray Bradbury.

## Historia de la ciencia ficción chilena
En 1984, el académico francés Remi-Maure declaró que la ciencia ficción en Chile se limitaba a un breve período desde 1959, destacando la figura de Hugo Correa, hasta mediados de los 1970, años en que habría dejado de desarrollarse en el país. Desde entonces, múltiples historiadores y académicos se han dedicado a reconstruir la tradición literaria en torno a esta forma de literatura, descubriendo una historia mucho más rica y extensa de lo inicialmente descrito. Los agentes más involucrados con esta labor han sido Andrea Bell, Moisés Hassón, Roberto Pliscoff, Macarena Areco, Marcelo Novoa, Macarena Cortés, Omar Vega, Luis Saavedra, con un trabajo que continúa sumando aportes hasta el día de hoy.
La práctica del género en Chile se inicia ya en el siglo XIX, con obras como ¡Una visión del porvenir! y El espejo del mundo en el año de 1975 (1875), obras ambas de Benjamín Tallman. La segunda cuenta con un subtítulo que la describe como: «Obra que contiene un misto de ciencia i novela, i con la que el autor se propone recrear a toda clase de lectores, tanto niños como jóvenes i otras edades, interesando su intelijencia en el progreso y adelanto material del mundo». Así también, destaca Desde Júpiter: curioso viaje de un santiaguino magnetizado (1877), de Sain Paul, pseudónimo de Francisco Miralles. Esta producción se cuenta entre las primeras obras de ciencia ficción en español, publicadas durante el mismo periodo que Una temporada en el más bello de los planetas (1870-1871), del autor español Tirso Aguimana, y Viaje maravilloso del señor Nic-Nac (1876), del argentino Eduardo Ladislao. La novela de Miralles puede considerarse parte de la tradición utópica, al tratar extensamente sobre la organización social y política de la civilización joviana, enfatizando estos aspectos por sobre la aventura de su protagonista. 
Entre las décadas de 1920 y 1950 se conforma un corpus literario con suficiente producción para la existencia de un escenario local característico. Destacan El dueño de los astros (1929) de Ernesto Silva Román, Ovalle: el 21 de abril del año 2031 (1933) de David Perry, La Próxima (1934) de Vicente Huidobro, El caracol y la diosa (1950) de Enrique Araya y Un ángel para Chile (1959) de Enrique Bunster. En 1959 se publica una obra que sería la emblemática del género en Chile: Los altísimos (1951), de Hugo Correa, por la cual ganó el Premio Alerce ese año, otorgado por la Sociedad de Escritores de Chile. Correa también fue prolífico cuentista, produciendo antologías como Los títeres (1969), Cuando Pilato se opuso (1971) y otros. Este autor se vinculó estrechamente la escena de la ciencia ficción estadounidense durante la edad de oro, haciendo conocer su obra a autores como Ray Bradbury a fines de la década de 1960, cuando Correa participó en el Writers Program de la Universidad de Iowa. Bradbury presentó relatos del autor chileno en The Magazine of Fantasy and Science Fiction, cuyo editor científico en ese momento era Isaac Asimov. En este período destacan, junto a Correa, autores como Antoine Montagne (pseudónimo de Antonio Montero Abt), Ilda Cádiz Ávila, Armando Menedín y especialmente Elena Aldunate, autora de Juana y la cibernética (1963) y Del cosmos las quieren vírgenes (1977), ambas novelaras caracterizadas por emplear los temas de la ciencia ficción para explorar asuntos como la sexualidad femenina y la posición de la mujer en la sociedad chilena de la época.

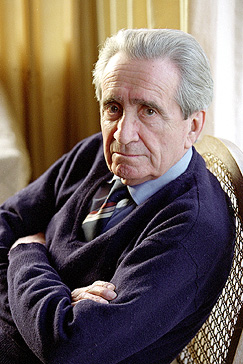
Hugo Correa Márquez (2008)

De mediados de los años 1970 hasta la década de 1990, el género en Chile vive un giro distópico, según describe el académico Gabriel Saldías Rosell, enmarcado por el contexto político y social de la dictadura de Augusto Pinochet. En este período ocurre la formación de la primera asociación de aficionados, el Club Chileno de Ciencia Ficción (1975), que tuvo por presidente al actor Andrés Rojas-Murphy y por vicepresidentas a Ilda Cádiz Ávila y Elena Aldunate. También destacan la publicaciones de artículos emblemáticos por Remi-Maure (1984) y Luis Vaisman (1985). Este último aportó un trabajo original en torno a la teoría literaria de la ciencia ficción. Algunas obras características de este período son La última canción de Manuel Sendero (1982), de Ariel Dorfman, El Informe Mancini (1982), de Francisco Simón Rivas, y El ruido del tiempo (1987) de Claudio Jaque.
Desde la década de 1990 hasta el año 2005 surgió una nueva generaciónde escritores y se desarrolló una nueva identidad nacional del género de la mano de fanzines como Fobos, desaparecido en 2004, y TauZero. Este último, editado por Rodrigo Mundaca, alcanzó a publicar catorce números entre los años 2003 y 2011. Así también, aparecen convenciones organizadas por un fandom local, como la Feria de Ciencia Ficción ARKA. Pueden mencionarse autores como Luis Saavedra, Rodrigo Juri, Pablo Castro, Sergio Alejandro Amira, Diego Muñoz Valenzuela, Darío Oses, entre otros. Posterior al Club Chileno de Ciencia Ficción surge la Sociedad Chilena de Fantasía y Ciencia Ficción (SOCHIF), fundada en 1988, pero característica de los 90, y, posterior a esta última, Ficcionautas Asociados.

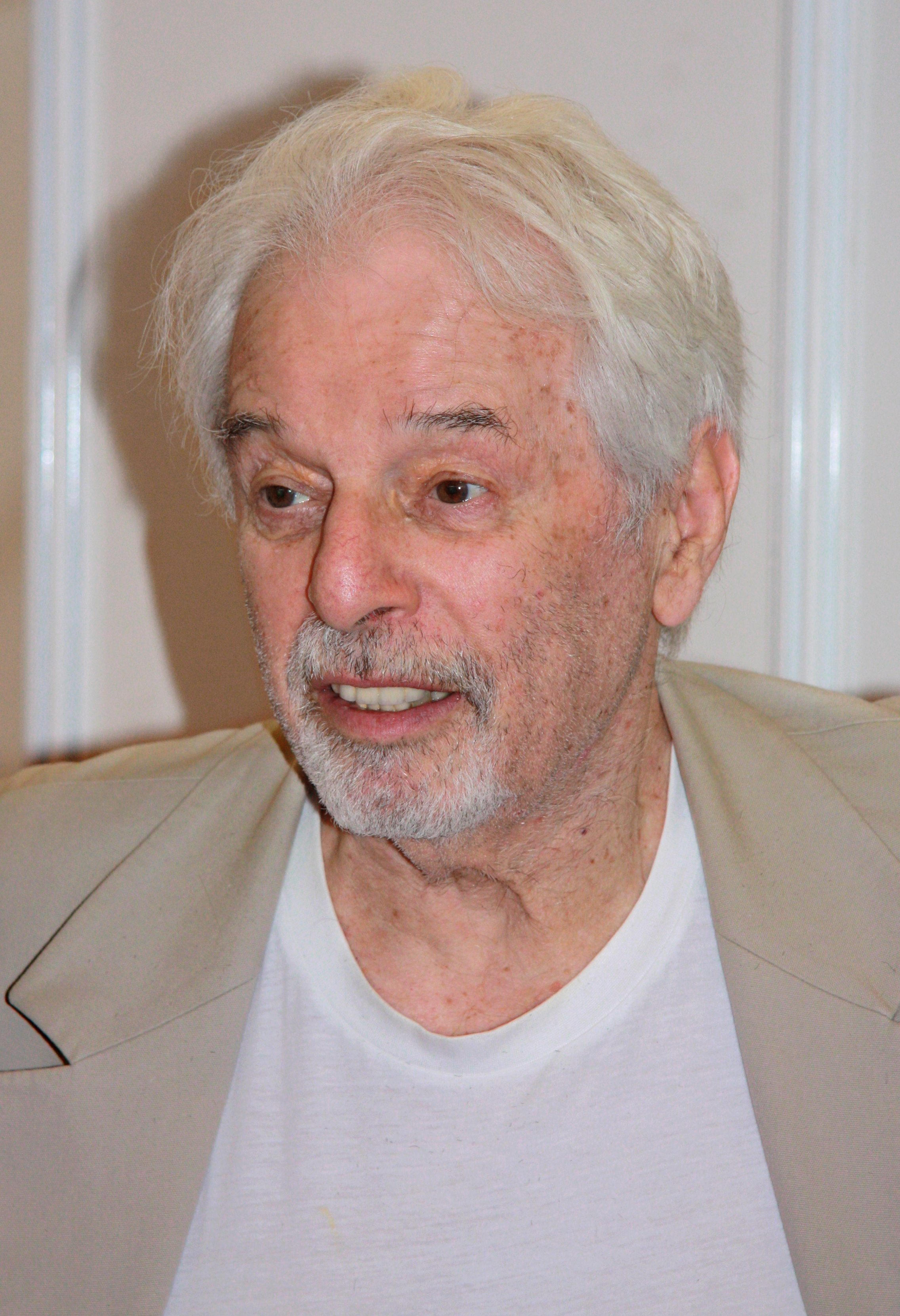
Alejandro Jodorowsky, ha realizado un trabajo importante en la historieta de ciencia ficción.

Dos acontecimientos relevantes durante año 2005 dan origen al que puede considerarse un nuevo periodo. En primer lugar, la fundación de la editorial Puerto de Escape —seguida en años siguientes por un creciente número de editoriales especializadas— y la publicación por la misma de Años Luz: Mapa estelar de la ciencia ficción en Chile (2006), de Marcelo Novoa, y La segunda enciclopedia de Tlön (2007) de Sergio Meier. En segundo lugar, la publicación de Ygdrasil (2005), de Jorge Baradit, tuvo gran repercusión crítica y popular, ganando el premio UPC otorgado por la Universidad Politécnica de Cataluña. Además de estos dos hitos, es relevante la creación del Grupo Poliedro, un conglomerado de autores que comienza a publicar antologías seriadas de literatura fantástica; así como el surgimiento de una vertiente ucrónica, destacando los aportes de Francisco Ortega y Alberto Rojas; el doble triunfo de Roberto Sanhueza, quien obtuvo el premio UPC en los años 2009 y 2014, y, finalmente, la participación de Chile en Capclave 2015, la convención estadounidense de ciencia ficción organizada anualmente por la Washington Science Fiction Association (WSFA).
En el mundo de las historietas, destaca la figuras de Alejandro Jodorowsky en obras como Aníbal 5, El Incal, La casta de los Metabarones y Los Tecnopadres, y de Oscar Camino con Hacia otros mundos.

## Cine y ciencia ficción
El cortometraje Renacimiento de Inti Carrizo-Ortiz, ambientado en el universo de Star Wars, recibió el premio Audience Choice Award 2010 del Lucasfilm Star Wars Movie Challenge, otorgado por la productora Lucasfilm, realizadora de la saga Star Wars. El mismo director ganó el Premio al Mejor Largometraje en el Festival de Cine Fantástico Insólito de Perú y el Premio al Mejor Director en el Festival Buenos Aires Rojo Sangre de Argentina con el film Noche.
Son destacables, también, Solos de Jorge Olguín y Chile Puede de Ricardo Larraín, esta última siendo una comedia que cuenta la historia del primer astronauta chileno en el espacio, interpretado por Boris Quercia. Otras cintas son Punctum, del realizador Raúl Pinto, que cuenta la historia de una disminuida humanidad relegada a vivir en túneles subterráneos y desprovistos de lenguaje, y Causto, del director Álvaro Pruneda, un mediometraje ambientado en el año 2300, cuando la mitad de la población mundial ha nacido producto de la clonación.
Manteniendo un vínculo con la tradición literaria del género en Chile, el cineasta Jorge Zavala Berríos se ha dedicado a la realización de múltiples booktrailers del género.
Recientemente, en agosto de 2021, el director del cortometraje de ciencia ficción A.D.A.M, Pablo Roldán, fue galardonado con el premio a Mejor Dirección de Cortometraje en el certamen Standalone Film Festival de Estados Unidos. La cinta, protagonizada por Alejandra Araya, relata los deseos de venganza de la detective Joyce Nova, acompañada de su respectivo Androide Dedicado de Asistencia Multifuncional (A.D.A.M.), interpretado por Giordano Rossi.